# NGC 3489
NGC 3489 (również PGC 33160 lub UGC 6082) – galaktyka spiralna z poprzeczką (SB0-a), znajdująca się w gwiazdozbiorze Lwa. Została odkryta 8 kwietnia 1784 roku przez Williama Herschela. Galaktyka ta należy do Grupy galaktyk Lew I.